# جان داگلاس کاکرافت
سر جان داگلاس کاکرافت (به انگلیسی: Sir John Douglas Cockcroft) (زاده ۲۷ مه ۱۸۹۷ - درگذشته ۱۸ سپتامبر ۱۹۶۷) فیزیک‌دان بریتانیایی بود. در سال ۱۹۵۱ او به همراه ارنست والتون جایزه نوبل در فیزیک را برای تقسیم هسته اتمی به وسیله ذرات اتمی دارای شتاب دریافت کرد.
پس از خدمت در جبهه غربی با توپخانه سلطنتی سلطنتی در طول جنگ بزرگ، کاکرافت در رشته مهندسی برق در دانشکده فنی شهرداری منچستر تحصیل کرد در حالی که شاگردی در پارک متروپولیتن ویکرز ترافورد بود و همچنین عضو کادر تحقیقاتی آنها بود. سپس وی موفق به اخذ بورس تحصیلی برای کالج سنت جان، کمبریج شد، جایی که در ژوئن ۱۹۲۴ در آزمون آزمایشی شرکت کرد و به یک بازیگر تبدیل شد. ارنست رادرفورد، کاکرافت را به عنوان دانشجوی تحقیق در آزمایشگاه کاوندیش پذیرفت و کاکرافت در سال ۱۹۲۸ دکترای خود را زیر نظر راترفورد به پایان رساند. با ارنست والتون و مارک اولیفانت او را به عنوان شتاب‌دهنده کاکرافت - والتون ساخت. Cockcroft و Walton از این روش برای انجام اولین تجزیه مصنوعی هسته اتمی استفاده کردند، امری مشهور به تقسیم اتم.
در طول جنگ جهانی دوم، کاکرافت دستیار مدیر تحقیقات علمی در وزارت تأمین شد و روی رادار کار می‌کرد. وی همچنین عضو کمیته تشکیل شده برای رسیدگی به مسائل ناشی از تفاهم نامه فریش-پیرلز بود که محاسبه می‌کرد بمب اتمی از نظر فنی امکان‌پذیر است و کمیته MAUD که جانشین آن شد. در سال ۱۹۴۰، وی به عنوان بخشی از مأموریت Tizard، فناوری انگلیس را با همتایان خود در ایالات متحده به اشتراک گذاشت. بعداً در جنگ، میوه‌های Tizard Mission به صورت مجموعه رادار SCR-584 و گرماگیری مجاورت که برای شکست بمب پرنده V-1 مورد استفاده قرار گرفتند، به انگلیس بازگشتند. در ماه مه ۱۹۴۴، او مدیر آزمایشگاه مونترال شد و بر توسعه رآکتورهای ZEEP و NRX و ایجاد آزمایشگاه‌های رودخانه گچ نظارت کرد.
پس از جنگ، کاکرافت مدیر مؤسسه تحقیقات انرژی اتمی (AERE) در هارول شد، جایی که GLEEP با قدرت کم گرافیت و تعدیل، اولین رآکتور هسته ای بود که از ۱۵ اوت ۱۹۴۷ در غرب اروپا کار کرد. این بود به دنبال آن BEPO در سال ۱۹۴۸ هارول در طراحی رآکتورها و کارخانه جداسازی مواد شیمیایی در Windscale نقش داشت. تحت هدایت وی در تحقیقات همجوشی مرزی، از جمله برنامه ZETA شرکت کرد. اصرار وی بر روی مجهز بودن فیلترهای دودکش در رآکتورهای Windscale به عنوان احمقانه Cockcroft مورد تمسخر قرار گرفت تا اینکه در هنگام آتش‌سوزی Windscale در سال ۱۹۵۷ هسته یکی از رآکتورها مشتعل و رادیونوکلیدها را آزاد کرد.
وی از سال ۱۹۵۹ تا ۱۹۶۷ اولین استاد کالج چرچیل در کمبریج بود. وی همچنین از سال ۱۹۶۱ تا ۱۹۶۵ رئیس دانشگاه ملی استرالیا در کانبرا بود.

## اوایل زندگی
جان داگلاس کاکرافت، معروف به «جانی دبلیو»، در ۲۷ مه ۱۸۹۷ در تودموردن، غرب رایدینگ یورکشایر انگلیس متولد شد، پسر ارشد صاحب آسیاب، جان آرتور کاک کرافت و همسرش آنی مود فیلدن. او چهار برادر کوچکتر داشت. اریک، فیلیپ، کیت و لیونل. تحصیلات اولیه وی از ۱۹۰۱ تا ۱۹۰۸ در مدرسه کلیسای انگلیس در والسدن، از ۱۹۰۸ تا ۱۹۰۹ در مدرسه ابتدایی Todmorden و از ۱۹۰۹ تا ۱۹۱۴ در مدرسه متوسطه Todmorden بود که در آنجا فوتبال و کریکت بازی می‌کرد. در میان دختران این مدرسه همسر آینده او، یونیس الیزابت کرابتری بود. در سال ۱۹۱۴، وی یک بورس تحصیلی عمده شهری، West Riding of Yorkshire، را از دانشگاه ویکتوریا منچستر به دست آورد، جایی که وی ریاضیات را تحصیل کرد.
جنگ بزرگ در اوت ۱۹۱۴ آغاز شد. کاکرافت در ژوئن ۱۹۱۵ اولین سال خود را در منچستر به پایان رساند. او در آنجا به سپاه آموزش افسران پیوست، اما مایل به افسر شدن نبود. در تعطیلات تابستانی در یک غذاخوری YMCA در کمپ Kinmel در ولز کار می‌کرد. وی در ۲۴ نوامبر ۱۹۱۵ وارد ارتش انگلیس شد. در ۲۹ مارس ۱۹۱۶، به تیپ ۵۹ آموزش، توپخانه سلطنتی سلطنتی پیوست، و در آنجا به عنوان یک علامت دهنده آموزش دید. سپس وی را به B Battery، تیپ ۹۲ توپخانه صحرایی، یکی از واحدهای لشکر ۲۰ (سبک)، در جبهه غرب فرستادند.
Cockcroft در Advance to the Hindenburg Line و سومین نبرد Ypres شرکت کرد. او برای کمیسیون اقدام کرد، و پذیرفته شد. وی در فوریه سال ۱۹۱۸ به برایتون اعزام شد تا در مورد تفنگ تفنگ مطلع شود و در آوریل ۱۹۱۸ به مدرسه نامزدهای افسری در ویدون بک در نورتهمپتونشایر، جایی که به عنوان افسر توپخانه میدانی آموزش دیده بود، فرستاده شد. وی در ۱۷ اکتبر ۱۹۱۸ به عنوان ستوان در توپخانه سلطنتی مأمور شد.
پس از پایان جنگ، کاک کرافت در ژانویه ۱۹۱۹ از ارتش آزاد شد. او تصمیم گرفت که به دانشگاه ویکتوریا منچستر برنگردد، اما برای تحصیل در رشته مهندسی برق در دانشکده فنی شهرداری منچستر تحصیل کند. از آنجا که او یک سال را در دانشگاه ویکتوریا منچستر به پایان رسانده بود، اجازه یافت سال اول دوره را بگذراند. وی لیسانس خود را در ژوئن ۱۹۲۰ دریافت کرد. مایلز واکر، استاد مهندسی برق در آنجا، وی را متقاعد کرد که با Metropolitan Vickers دوره کارآموزی بگیرد. وی بورس تحصیلی نمایشگاه ۱۸۵۱ را از کمیسیون سلطنتی برای نمایشگاه ۱۸۵۱ به دست آورد و پایان‌نامه کارشناسی ارشد خود را در مورد «تجزیه و تحلیل هماهنگ برای جریانهای متناوب» در ژوئن ۱۹۲۲ ارائه کرد.
واکر سپس پیشنهاد داد که کاککروفت برای بورس تحصیلی به کالج سنت جان، کمبریج، مادربزرگ واکر بماند. Cockcroft موفق شد و بورس تحصیلی ۳۰ پوند و بورس تحصیلی ۲۰ پوندی را به دانشجویان مقطع کارشناسی با هزینه محدود اعطا کرد. متروپولیتن ویکرز پس از اتمام دوره تحصیل، ۵۰ پوند به او مشروط به بازگشت داد. واکر و یک عمه مانده هزینه ۳۱۶ پوند را تشکیل می‌دهند. به عنوان فارغ‌التحصیل دانشگاه دیگری، به وی اجازه داده شد تا سال اول این سه رد شود. او در ژوئن ۱۹۲۴ در امتحان tripos شرکت کرد، به عنوان یک متخاصم به B * رسید و مدرک BA را دریافت کرد.
کاکرافت در ۲۶ اوت ۱۹۲۵ با الیزابت کراتتری ازدواج کرد، در مراسمی در کلیسای متدیست متحد Bridge Street در تودموردن. آنها شش فرزند داشتند. اولی، پسری معروف به تیموتی، در نوزادی درگذشت. آنها پس از آن صاحب چهار دختر شدند، جوآن دوروته (تئا)، جوسلین، الیزابت فیلدن و کاترین هلنا؛ و پسر دیگر، کریستوفر هیو جان.

## تحقیقات هسته ای

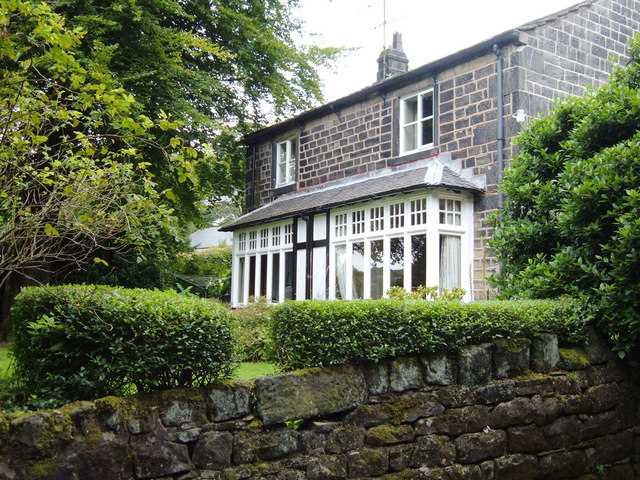
منزل سر جان داگلاس کاکرافت

ارنست رادرفورد به توصیه مایلز واکر و مدیر تحقیقات در متروپولیتن ویکرز، کاککروفت را به عنوان دانشجوی تحقیق در آزمایشگاه کاوندیش پذیرفت. Cockcroft در سال ۱۹۲۴ با بورس تحصیلی بنیاد از کالج سنت جان و بورس تحصیلی دولتی به عنوان دانشجوی دکترا ثبت نام کرد. وی تحت نظارت راترفورد، تز دکترای خود را «دربارهٔ پدیده‌های رخ داده در تراکم جریان‌های مولکولی روی سطوح» نوشت که در مجموعه مقالات انجمن سلطنتی منتشر شد. وی در ۶ سپتامبر ۱۹۲۵ به دکترای خود اعطا شد. در این مدت او دستیار فیزیکدان روسی پیتر کاپیتزا بود، که در دمای بسیار پایین روی فیزیک میدان‌های مغناطیسی کار می‌کرد. Cockcroft در طراحی و ساخت مایعات مایع هلیوم کمک کرد.
در سال ۱۹۱۹، رادرفورد موفق شد اتمهای نیتروژن را با ذرات آلفای ساطع شده از اتمهای رادیوم در حال تجزیه متلاشی کند. این آزمایش و آزمایش‌های بعدی به ساختار هسته‌های اتمی اشاره داشتند. برای کاوش بیشتر، وی به ابزاری مصنوعی برای ایجاد ذرات با سرعت کافی نیاز داشت تا بتواند بر بار هسته غلبه کند. این امر تحقیق جدیدی را در آزمایشگاه کاوندیش آغاز کرد. او کاکرافت، توماس آلیبون و ارنست والتون را به این مشکل اختصاص داد. آنها آنچه را که به عنوان شتاب‌دهنده Cockcroft – Walton معروف شد، ساختند. مارک اولیفانت برای آنها منبع پروتون طراحی کرد. لحظه ای حیاتی فرا رسید که کاکرافت مقاله ای از جورج گامو در مورد تونل کوانتومی را خواند. کاکرافت دریافت که در نتیجه این پدیده، می‌توان با ولتاژهای بسیار کمتر از آنچه که تصور می‌شد، اثر مطلوب را به دست آورد. در حقیقت، او محاسبه کرد که پروتون‌هایی که فقط ۳۰۰۰۰۰ الکترون ولت انرژی دارند می‌توانند به هسته بور نفوذ کنند. Cockcroft و Walton برای دو سال آینده روی شتاب‌دهنده خود کار کردند. رادرفورد برای خرید ترانس و سایر تجهیزات مورد نیاز خود از دانشگاه کمبریج کمک هزینه ۱۰۰۰ پوندی دریافت کرد.
کاکرافت در ۵ نوامبر ۱۹۲۸ به عنوان عضو کالج سنت جان انتخاب شد. او و والتون در مارس ۱۹۳۲ شروع به کار شتاب‌دهنده خود کردند و با پروتونهای پر انرژی لیتیوم و بریلیم را بمباران کردند. آنها انتظار داشتند که پرتوهای گاما را ببینند، دانشمندان فرانسوی گزارش داده بودند، اما هیچ‌کدام پیدا نشد. در فوریه ۱۹۳۲، جیمز چادویک نشان داد که آنچه مشاهده شده در واقع نوترون است. Cockcroft و Walton سپس به جستجوی ذرات آلفا پرداختند. در ۱۴ آوریل ۱۹۳۲، والتون هدف لیتیوم را بمباران کرد و متوجه آنچه که فکر می‌کرد ذرات آلفا است، شد. کاکرافت و سپس راترفورد احضار شدند و تأیید کردند که واقعاً چنین است.

## جنگ جهانی دوم

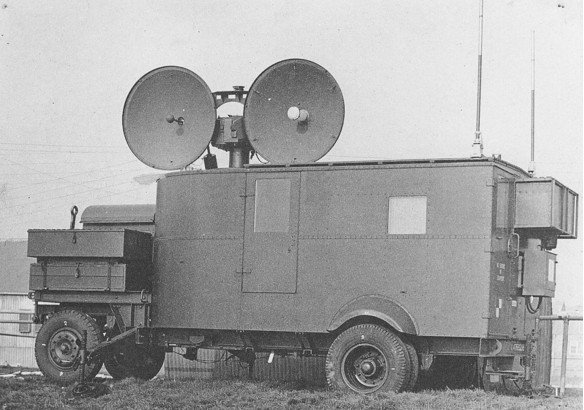
رادار گریز هوایی جنگ جهانی

در آغاز جنگ جهانی دوم، کاک کرافت به عنوان دستیار مدیر تحقیقات علمی در وزارت تأمین مشغول به کار شد و روی رادار کار می‌کرد. در سال ۱۹۳۸، سر هنری تیزارد خانه زنجیره ای Cockcroft را نشان داد، حلقه ایستگاه‌های رادار هشدار سریع ساحلی که توسط نیروی هوایی سلطنتی (RAF) برای شناسایی و ردیابی هواپیماها ساخته شده‌است. اکنون، وی به استقرار دانشمندان جهت کمک به عملیاتی شدن کامل سیستم کمک کرد. در سال ۱۹۴۰، او بخشی از شورای مشورتی تحقیقات علمی و توسعه فنی شد. در آوریل ۱۹۴۰، همراه او به عضویت کمیته مطالعه علمی جنگ هوایی تشکیل شد که برای رسیدگی به مسائل ناشی از تفاهم نامه فریش-پیرلز تشکیل شده بود، که محاسبه می‌کرد یک بمب اتمی از نظر فنی امکان‌پذیر است. این کمیته در ژوئن ۱۹۴۰ توسط کمیته MAUD، که کوکرافت نیز عضو آن بود، جانشین شد. این کمیته تحقیقات اولیه را در انگلیس هدایت کرد.
در اوت ۱۹۴۰، کاک کرافت به عنوان بخشی از مأموریت تیزارد به ایالات متحده سفر کرد. از آنجا که انگلیس بسیاری از فناوری‌های جدید را توسعه داده بود اما ظرفیت صنعتی برای بهره‌برداری کامل از آنها را نداشت، تصمیم گرفته شد که آنها را با آمریکا تقسیم کنند، گرچه آن کشور هنوز در جنگ نبود. [۳۲] اطلاعات ارائه شده توسط مأموریت تیزارد شامل بزرگترین پیشرفتهای علمی در طول جنگ بود. این فناوری مشترک شامل فناوری‌های راداری، به ویژه مگنترون حفره بسیار بهبود یافته طراحی شده توسط گروه اولیفانت در بیرمنگام بود، که مورخ آمریکایی جیمز فینی باکستر سوم آن را «با ارزش‌ترین محملی که تاکنون به سواحل ما آورده شده‌است» توصیف کرد،  طراحی برای نزدیکی آتش، جزئیات موتور جت فرانک ویتل و یادداشت فریش-پیرلز در مورد امکان‌سنجی بمب اتمی. اگرچه ممکن است این موارد مهمترین آنها تلقی شود، بسیاری از اقلام دیگر نیز از جمله طراحی برای موشکها، سوپرشارژها، تفنگ‌های دیدنی و دستگاه‌های تشخیص زیردریایی حمل شدند. وی در دسامبر ۱۹۴۰ به انگلیس بازگشت.
بلافاصله پس از بازگشت، کاک کرافت به عنوان سرپرست ارشد مؤسسه توسعه تحقیقات دفاع هوایی (ADRDE) در کریستچرچ، همپشایر منصوب شد. تمرکز وی استفاده از رادار برای سرنگونی هواپیماهای دشمن بود. GL Mk. رادار III به عنوان یک رادار ردیابی و پیش‌بینی هدف توسعه داده شد، اما تا سال ۱۹۴۲ رادار SCR-584 با همین هدف در ایالات متحده در دسترس قرار گرفت و کاک کرافت پیشنهاد کرد که تحت Lend-Lease خریداری شود. وی با ابتکار عمل خود، مجموعه‌های SCR-584 را برای آزمایش به دست آورد و آزمایش‌هایی که در اکتبر ۱۹۴۳ در جزیره شپی انجام شد، به‌طور قطعی برتری SCR-584 را نشان داد. این باعث شد که کاکرافت در وزارت تدارکات مورد پسند واقع نشود، اما او اطلاعاتی داشت که آلمان‌ها قصد دارند بمب پرنده V-1 را مستقر کنند. در ۱ ژانویه ۱۹۴۴، سرلشکر سر رونالد ویکس درخواست فوری واشینگتن را برای ۱۳۴ مجموعه SCR-584 ارسال کرد.

## بعد از جنگ

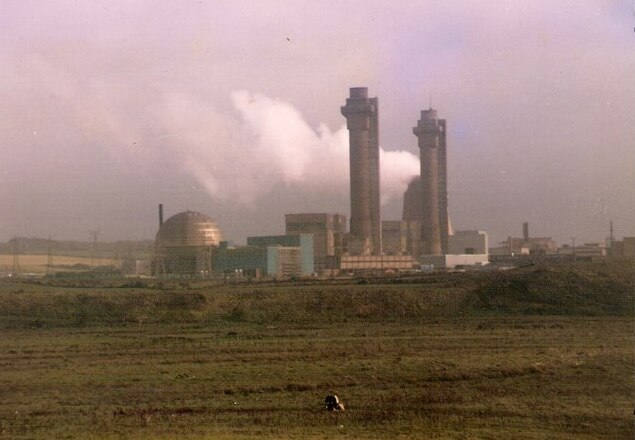
ابرهای طوفانی بر فراز سلافیلد

در آوریل ۱۹۴۵، کاکرافت و الیفانت سایتی را برای تأسیس مشابه در انگلیس جستجو کردند و در RAF Harwell مستقر شدند.  به کاک کرافت در ۹ نوامبر ۱۹۴۵ به عنوان مدیر مؤسسه تحقیقات انرژی اتمی (AERE) در هارول پیشنهاد شد. اعلامیه رسمی در ۲۹ ژانویه ۱۹۴۶ اعلام شد، اما این خبر دو ماه قبل از اعلامیه به بیرون درز کرد و قبل از اطلاع دولت کانادا، یک حادثه دیپلماتیک توافق شد که کاکرافت تا پیدا شدن جانشینی ترک نکرد و او تا ۳۰ سپتامبر ۱۹۴۶ رودخانه چالک را به مقصد هارول ترک نکرد. در همین حال وی برای آزمایشگاه جدید کارمند جذب کرد. کلاوس فوکس از آزمایشگاه Los Alamos پروژه منهتن رئیس فیزیک نظری شد. رابرت اسپنس، معاون کاک کرافت در آزمایشگاه مونترال، رئیس شیمی شد. H.W.B. اسکینر، فیزیک عمومی؛ اوتو فریش، از فیزیک هسته ای؛ و جان دانورث، از فیزیک رآکتور. فوخس بعداً به عنوان جاسوس شوروی در ۳ فوریه ۱۹۵۰ دستگیر شد.
GLEEP با قدرت کم و تعدیل شده از گرافیت، که مخفف Graphite Low Energy Experimental Pile است، توسط آزمایشگاه مونترال طراحی شده‌است و با شروع به کار در ۱۵ اوت ۱۹۴۷، اولین رآکتور هسته ای است که در اروپای غربی کار می‌کند. پس از آن BEPO، یک رآکتور تحقیقاتی ۶ مگاواتی است که توسط AERE در ۳ ژوئیه ۱۹۴۸ طراحی شده‌است. از آنجا که آب سنگین در انگلیس در دسترس نبود، BEPO به عنوان یک رآکتور تعدیل شده با گرافیت طراحی و ساخته شد. هارول در طراحی رآکتورهای Windscale و کارخانه جداسازی شیمیایی در آنجا نقش داشت. تصویب قانون انرژی اتمی ۱۹۴۶ (قانون مک ماهون) در اوت ۱۹۴۶، روشن ساخت که انگلیس دیگر اجازه دسترسی به تحقیقات اتمی ایالات متحده را نخواهد داشت. این امر تا حدی ناشی از دستگیری برای جاسوسی آلن نون می در فوریه ۱۹۴۶ بود. کاکرافت به مذاکره در مورد توافق‌نامه جدید، غیررسمی و بدون امضا با آمریکایی‌ها کمک کرد که در ۷ ژانویه ۱۹۴۸ اعلام شد، معروف به Modus Vivendi. همکاری مجدد که وی طبق این توافق امیدوار بود توهم آمیز باشد. توسعه بازدارندگی هسته ای مستقل انگلیس منجر به اصلاح قانون انرژی اتمی در سال ۱۹۵۸ و از سرگیری روابط ویژه هسته ای بین آمریکا و انگلیس تحت توافق‌نامه دفاع متقابل ۱۹۵۸ ایالات متحده و انگلیس شد.